# 津山郵便局 (岡山県)
津山郵便局（つやまゆうびんきょく）は、岡山県津山市にある郵便局。民営化前の分類では集配普通郵便局であった。

## 概要
住所：〒708-8799 岡山県津山市元魚町18

### 出張所（局外ATM）
民営化前は以下の場所に出張所としてATMを設置していた。現在も同じ場所にATMがあるが、管理はゆうちょ銀行広島支店となっている。
- イオン津山内出張所
- 津山市役所内出張所

## 沿革
- 1872年（明治5年）旧1月 - 津山郵便取扱所として開設[1]。
- 1873年（明治6年）4月 - 津山郵便役所となる。
- 1875年（明治8年）1月1日 - 津山郵便局（二等）となる。翌日より為替取扱を開始。
- 1878年（明治11年）4月 - 貯金取扱を開始。
- 1889年（明治22年）9月1日 - 津山郵便電信局となる。
- 1903年（明治36年）4月1日 - 通信官署官制の施行に伴い津山郵便局となる。
- 1953年（昭和28年）10月 - 局舎新築落成。
- 1956年（昭和31年）10月1日 - 電話通話および和文電報受付事務の取扱を開始[2]。
- 1973年（昭和48年）11月 - 局舎新築落成。
- 1984年（昭和59年）10月1日 - 美作一宮郵便局[3]から集配業務を移管[4]。
- 1985年（昭和60年）10月28日 - 大崎郵便局から集配業務の一部[5]を移管。
- 1992年（平成4年）8月3日 - 外国通貨の両替および旅行小切手の売買に関する業務取扱を開始。
- 2007年（平成19年）10月1日 - 民営化に伴い、併設された郵便事業津山支店に一部業務を移管。
- 2012年（平成24年）10月1日 - 日本郵便株式会社発足に伴い、郵便事業津山支店を津山郵便局に統合。
- 2015年（平成27年）3月2日 - 久米郵便局から「709-46xx」区域の集配業務を移管。

## 取扱内容
- 郵便、印紙、ゆうパック、内容証明
- 貯金、為替、振替、振込、国際送金、外貨両替・トラベラーズチェック、国債、投資信託
- 生命保険、バイク自賠責保険、自動車保険、変額年金保険
- ゆうちょ銀行ATM
- 津山市内の一部地域（〒708-00xx、708-08xx、708-85xx、708-86xx、708-87xx、709-46xx）の集配業務
- ゆうゆう窓口

## 周辺
- アルネ津山（天満屋津山店・音楽文化ホールベルフォーレ津山など）
- 津山中央記念病院
- 鶴山公園（津山城跡）
- 国道53号

## アクセス
- JR姫新線・津山線 津山駅から徒歩約12分
- 中鉄バス、中鉄美作バス、おおぞらバス、あさひチェリーバス、柵原星のふる里バス 大手町停留所下車
- 中国自動車道 津山ICから西へ、もしくは院庄ICから東へそれぞれ約5km
- 駐車場あり：14台